# Jan Graubner
Jan Graubner (nacido el 29 de agosto de 1948) es un prelado checo de la Iglesia católica que ha sido arzobispo de Praga desde julio de 2022. Gran parte de su ministerio episcopal lo realizó en Moravia como arzobispo de Olomouc en la República Checa de 1992 a 2022, arquidiócesis en la que había servido como obispo auxiliar.

## Biografía
Jan Graubner nació en Brno el 29 de agosto de 1948. Se graduó en la escuela secundaria en Strážnice en 1967. Posteriormente se convirtió en ingeniero en Považská Bystrica, entonces llamada Gottwald.  En 1968 fue admitido en el Seminario Mayor de Olomouc. El 23 de junio de 1973 fue ordenado sacerdote para esa arquidiócesis. De octubre de 1973 a septiembre de 1975 realizó el servicio militar y al mismo tiempo trabajó como capellán en Zlín . De 1977 a 1982 fue capellán en Valašské Klobouky . De 1982 a 1990 fue administrador de la parroquia de Vizovice,  responsable del lugar de peregrinación de Provodov y de la parroquia de Horní Lhota cerca de Luhačovice.
El 17 de marzo de 1990 fue nombrado obispo titular de Tagaria y obispo auxiliar de Olomouc. Recibió la ordenación episcopal el 7 de abril. El 28 de septiembre de 1992 fue nombrado arzobispo metropolitano de Olomouc. 
Desde 1991 es presidente de Caritas Católica Checa. Fue presidente de la Conferencia Episcopal Checa de 2000 a 2010 y fue elegido para un nuevo mandato en 2022. También ha sido presidente de su Comisión de Caridad y delegado para las Misiones. 
En 2008 recibió de manos del expresidente Václav Klaus la Orden de Tomáš Garrigue Masaryk por sus destacados méritos en el desarrollo de la democracia y los derechos humanos.
El 13 de mayo de 2022, el papa Francisco lo nombró arzobispo de Praga.  Fue instalado allí el 2 de julio. Su nombramiento sorprendió debido a su edad cercana a la jubilación y nunca ha trabajado fuera de Moravia.

## Abuso sexual sacerdotal
En 2000, un estudiante de la Facultad de Teología de los Santos Cirilo y Metodio de la Universidad Palacký de Olomouc presentó cargos penales contra Graubner y uno de sus sacerdotes, František Merta. Acusó a Merta de abuso sexual de menores en la década de 1990 y a Graubner de no denunciar los cargos de abuso a la policía, transfiriéndolo en cambio a otra parroquia. Un tribunal civil declaró culpable a Merta y recibió una sentencia suspendida de dos años de prisión. Graubner ha dicho que reasignó a Merta porque el caso en su contra no era concluyente.
| Predecesor: František Vaňák | Arzobispo de Olomouc 1992-2022                                                    | Sucesor: Sede vacante |
| Predecesor: Dominik Duka    | Arzobispo de Praga Primado de la República Checa 13 de mayo de 2022 - En el cargo | Sucesor: En el cargo  |